# Mimesa bicolor
Mimesa bicolor är en stekelart som först beskrevs av Jurine 1807.  Mimesa bicolor ingår i släktet Mimesa, och familjen Crabronidae. Enligt den finländska rödlistan är arten starkt hotad i Finland. Enligt den svenska rödlistan är arten nära hotad i Sverige. Arten förekommer i Götaland, Gotland och Öland. Artens livsmiljö är åsmoskogar.